# Lighthouse (Melbourne)
Le Lighthouse est un gratte-ciel résidentiel de 218 mètres pour 69 étages construit en 2017 à Melbourne en Australie. 